# Calycera intermedia
Calycera intermedia är en calyceraväxtart som beskrevs av Rodolfo Amando Philippi. Calycera intermedia ingår i släktet Calycera och familjen calyceraväxter. Inga underarter finns listade i Catalogue of Life.